# 加纳朋子
加纳朋子（日语：加納 朋子、1966年10月19日—），日本推理小说家，福冈县北九州市出身，文教大学女子短期大学部文艺科毕业，丈夫貫井徳郎也是知名的推理小说家。

## 生平
加纳朋子於文教大学女子短期大学部文芸科畢業後從事化学製造業，1995年获得日本推理作家協會獎後辭職，成為職業作家。
2010年，診斷出罹患急性白血病，弟弟移植骨髄給她。

## 榮譽
1992年以《七岁小孩》赢得东京创元社主持的第三回鮎川哲也赏，1995年再以《玻璃麒麟》获得第四十八回日本推理作家協会賞，同年更荣膺第六回北九州市民文化奨励賞。

## 評價
加纳朋子作品深受日本小说家北村薰赏识，尤擅长“日常之謎”的营造，有着独特的女性风味，且常以“连作短篇集”的形式取胜，作品虽然不多，却全都受到了很高赞誉，是票选年度作品和本格Mystery排行榜的常客，享有“浪漫唯美故事的魔術師”之誉。

## 重要作品一览
- 駒子系列
  - 七個孩子（七岁小孩）（1996年8月 不二出版社 / 2020年2月 尖端）
  - 魔法飛行（2020年3月 尖端）
  - 空白宇宙（2020年5月 尖端）
  - 七個孩子的故事
- 陶子系列
  - 星期一的圓點花纹
  - 雨虹
- 愛麗絲系列
  - 螺旋樓梯的愛麗絲
  - 彩虹之家的愛麗絲
- 佐佐良系列
  - 佐佐良鎮的沙耶 (2018年3月 獨步文化)
  - SEE YOU SOON
  - はるひのの、はる
- 掌中的小鸟
- 最初的海
- 玻璃麒麟
- 沙罗呼唤和子的名字
- Coppelia
- 貓咪單軌電車
- 圈圈猴與唱歌鳥
- 少年少女飛行倶楽部
- 七個敵人

## 電影
- 再一次說愛你（2014年11月8日公開、主演：新垣結衣、原作：佐佐良鎮的沙耶）

## 脚注
1. ↑  加納朋子.  (访谈). 2012  [2017-12-29].  集英社. （原始内容存档于2017-04-27）.
2. 1 2  . 日本推理作家協会.   [2017-12-29]. （原始内容存档于2017-12-29）.
3. ↑  加納朋子. .  與瀧井朝世的访谈.   [2017-12-29].  WEBきらら. （原始内容存档于2017-12-29）.
4. ↑  加納朋子.  (访谈). 2013-10-22  [2017-12-29].  読書のいずみ. （原始内容存档于2017-12-29）.